# جيل برمنغهام
جيل برمنغهام (بالإنجليزية: Gil Birmingham)‏ مواليد 13 يوليو 1953 في سان أنطونيو، الولايات المتحدة، هو ممثل أمريكي بدأ مسيرته الفنية عام 1986.

## قائمة الأعمال

### الأفلام
- (2008) الشفق[4]
- (2009)  قمر جديد[5][6]
- (2010)  خسوف[7][8]
- (2011) رانجو[9]
- (2011)  بزوغ الفجر - الجزء 1[10]
- (2012)  بزوغ الفجر - الجزء 2[11]
- (2013) الحارس الوحيد
- (2016) مهما كلف الأمر[12]
- (2017) الفضاء الذي بيننا[13]
- (2017) ويند ريفر

### المسلسلات
- بيت البطاقات
- فيرونيكا مارس
- كاسل
- كيمي شميت القوية

## وصلات خارجية
- جيل برمنغهام على موقع IMDb (الإنجليزية)
- جيل برمنغهام على موقع ميتاكريتيك (الإنجليزية)
- جيل برمنغهام على موقع روتن توميتوز (الإنجليزية)
- جيل برمنغهام على موقع ألو سيني (الفرنسية)
- جيل برمنغهام على موقع أول موفي (الإنجليزية)
- جيل برمنغهام على موقع قاعدة بيانات الأفلام السويدية (السويدية)
- جيل برمنغهام على موقع قاعدة بيانات الفيلم (الإنجليزية)
- جيل برمنغهام على موقع كينوبويسك (الروسية)